# Legnephora
Legnephora é um género botânico pertencente à família Menispermaceae.

## Espécies
- Legnephora acuta
- Legnephora microcarpa
- Legnephora minutiflora
- Legnephora moorei
- Legnephora moorii
- Legnephora nyctericarpa
- Legnephora philippinensis

1. ↑  «Legnephora — World Flora Online». www.worldfloraonline.org. Consultado em 19 de agosto de 2020